# Resteria
Resteria, segons alguns mapes, o Restaria, segons d'altres (sempre dins dels mapes de l'Institut Cartogràfic de Catalunya), és un indret del terme municipal de Conca de Dalt, a l'antic terme d'Hortoneda de la Conca, al Pallars Jussà, en territori que havia estat del poble d'Herba-savina.
Està situat al nord d'Herba-savina, al vessant de migdia de l'extrem oriental de la Serra de Pessonada, damunt mateix del poble. És al sud de la Cogulla i de la Roca Roia. El seu límit sud-occidental és el Serrat de Resteria.